# 徽语
徽語，亦稱徽州話，是漢藏語系漢語族的一种聲調語言，分佈在新安江流域及周邊以古徽州府為核心區域。《中國語言地圖集》認為徽語是漢語的一级方言，但其歸屬至今仍有爭議。
有觀點指出，徽語與吳語、閩語共同起源于古代江東方言（吳閩方言），現代徽語分化于吳語。吳語本是皖南地區土著方言，皖南方言早期應是蘇南與浙西吳語的延伸，而徽語乃是其中之南片受贛語影響所形成的一種特殊方言。學者指出，徽語中尚未見有特色鮮明的共同標識，與鄰近的吳語及贛語相較，徽語兼具兩者特色，如聲母系統接近贛語，而韻母系統則與南部吳語接近。總體而言，徽語是歷代中原漢人的漢語吸收融合了徽州土著山越的語言而形成的一種獨特方言。明清以來，周邊方言（吳語、贛語）的影響亦使徽語的表現力得以增強、內部分歧加大，舊時徽州話以歙縣縣城話為代表音，現在由於行政中心的變遷，屯溪話成為徽州話代表音。徽州話和北方官話差別大。和吳語一樣，徽語的強迫式連讀變調是另一個異於官話的顯著特徵。

## 地理分佈
分佈於新安江流域及其周邊的皖、浙、贛三省交界之地，包括安徽省舊徽州府地（含今屬江西的婺源縣）、浙江省舊嚴州府地今淳安縣與建德市、江西省舊饒州府地今德興縣與浮梁縣。以目前行政區劃而言，包括安徽省地級黃山市（黃山區僅限南部湯口鎮、譚家橋鎮）、績溪縣、旌德縣（僅限西鄉）、甯國市（限於南部洪門鄉等地）、東至縣（限於東南郎木塔一帶）、石台縣（限於占大鎮）等，江西省婺源縣、浮梁縣、德興縣（上德興地區）、浙江省淳安縣、建德市（不包括乾潭鎮、欽堂鄉、大慈岩鎮吳語區）等地。

## 方言分區
《中國語言地圖集》將徽語分為績歙、休黟、祁婺、旌占、嚴州5片。其中績歙片、休黟片及祁婺片在歷史上皆屬徽州府轄地，可視為徽語核心區或本土區；其餘兩片位於徽州核心邊緣，可視為徽語的輻射區或延伸區，最新的中國漢語方言地圖集將婺源從休黟片劃入祁德片，並將祁德片更名為祁婺片，這樣，徽語的三個核心區域正好涵蓋徽州府所轄六縣。

### 績歙片
包括績溪、歙縣、旌德（西部洪川一帶）、甯國（南部洪門鄉等地）、淳安（西部塘村等地）共5縣，地處徽語區東部。

本片方言可視為核心徽語，但受吳語影響較大，韻母接近北部吳語。其主要特徵有：
- 古全濁聲母今讀清音，逢塞音塞擦音不論平仄大都送氣。
- 古入聲字大多帶有喉塞音[-ʔ]韻尾。
- 具有豐富的AAB和BBA結構形式的詞語。

### 休黟片
包括休寧、屯溪、黟縣、祁門（東南部鳧峰一帶）、太平（西南部郭村等鄉）共6縣市，地處徽語區的中部。

本片方言可視為核心徽語，韻母複雜，如屯溪話韻母多達32個，接近南部吳語。其主要特徵有：
- 古全濁音今讀清音，逢塞音平聲常用字多讀不送氣聲母。
- 大多具有長介音韻母。
- 有豐富的[-n]（兒）化詞和AnB式嵌[-n-]（兒）詞語。

### 祁婺片
包括祁門、婺源、東至（限於東部木塔一帶），江西浮梁、德興，共4縣，地處徽語區的西部。

本片方言處於贛語包圍下，受其影響較大。其主要特徵有：
- 有舌尖後音[tʂ]、[tʂʰ]、[ʂ]聲母。
- 習慣用“嬤”、“牯”表示動物的雌雄。
- 在句末用“湊”表示動作再次重複；比較句習慣直接用結果說明問題。

### 旌占片
包括旌德縣、祁門（安淩、城安、赤嶺一帶）、石台（限於占大區）、黟縣（限於北部美溪、柯村等鄉），共4縣，地處徽語區的北部。

本片方言地形狹長，位於徽語區北緣，受鄰近的淮官、宣州吳語影響較大。其主要特徵有：
- 內部一致性小，語音差異較大。
- 子綴詞較多。
- 用“著”、“之”作為表示進行態與完成態的助詞。
- 常用XAXA結構形式來加強形容詞的意義。

### 嚴州片
包括浙江淳安（含舊遂安）、建德（含舊壽昌）兩縣市，地處徽語區的東南部。在吳語的長期衝擊下，尚存徽語基本特徵。淳安和遂安具有很大的獨持性，跟南部吳語差別很大，無法歸入南部吳語。嚴州方言與南部吳語有糾葛的問題有兩個。一是建德、壽昌的文讀系統跟金華城裡方言的文讀系統非常接近(跟蘭溪、龍遊等地的文讀系統也很接近)，二是壽昌的白讀系統中也有一些與南部吳語持別是金衢片吳語相近的特點。

## 共性特徵
徽語與諸多東南地區漢語方言一樣，保留了古漢語的許多語法規則和發音。其語音特點是輕柔舒緩、抑揚頓挫。自古以來，由於徽州地處山區，交通不便，各個區縣的人交流有限，發音無法統一，以致皖南徽語的發音千差萬別。即使是在一個縣內，人們往往都無法用各自的徽語正常溝通。徽語中具有較強共性特點的特徵可概括為語音特徵、詞彙特徵、語法特徵三類。

### 語音特徵
主要有五點：
- 古全濁聲母在徽語中清化（部分開口呼匣母字有濁流），逢塞音、塞擦音聲母時都有讀送氣的情況。其中以不分平仄皆讀送氣音的情況最為普遍。如，“朋病白”讀 [pʰ]聲母，“桃豆達”讀[tʰ]聲母，“葵跪共”讀[kʰ]聲母，“從坐雜”讀[tsʰ]聲母，“程丈直”讀[ʨʰ]（或[tsʰ]）聲母，“求近局”讀[ʨʰ]聲母，“崇助”讀[tsʰ]（或[tʂʰ]）聲母
- 知系三等字，除通攝外，在徽語中大都讀成[ʨ]、[ʨʰ]、[ȵ]、[ɕ]聲母。如：“知周張豬”讀[ʨ]聲母，“遲朝陳春”讀[ʨʰ]聲母，“箬認繞熱”讀[ȵ]（或[n]）聲母，“燒收上說”讀[ɕ]聲母,今音多讀ʨ、ʨʰ、ɕ聲母，如績溪「張」ʨio。莊組和知組二等韻的字，今音大多讀ts、tsʰ、s聲母，如屯溪「沙」sɔ
- 古日母字今音大多讀n、ȵ，少數字讀零聲母，極少數讀z。如旌德「然」ȵi、績溪「蕊」y、休寧「肉」ȵiɔu 、績溪「柔」zɪi
- 開口二等見、曉組字，今白讀仍為牙喉音，韻母也讀洪音。如歙縣「甲」kaʔ。文讀讀為舌面音，如績溪「孝」ɕie孝順 / hə孝衫
- 影母和疑母字逢開口呼韻母在徽語中都讀疑母[ŋ]，疑母洪音大多讀ŋ，細音前大多讀ȵ與泥日母混同。如休寧「瓦」ŋɔ、績溪「危」ŋa/文、 祁門「語」ȵy、屯溪「獄」ȵiu；影母字今讀開口洪音韻時，大多讀成ŋ聲母，如 黟縣「矮」ŋa、歙縣「鴨」ŋaʔ
- 古微母有文白異讀——v/w和m，白讀與明母合流讀如m，如績溪「物」vəʔ動物 / məʔ物事，績溪「網」「忘」mong；古敷母個別字有白讀如pʰ，與滂母合流，如績溪 「孵」「訃」pʰu；古章母個別字有白讀，讀如舌頭音t，與幫母合流，如 績溪「只」tie；古非母個別字與曉母合流（聲旁為“方”），如績溪 「方」hong
- 蟹攝一二等字，今音大多不帶i尾、效攝一二等字，今音大多不帶u尾。如黟縣「柴」ʃa、績溪「雷」læ、屯溪「燒」ɕio
- 深、臻攝陽聲韻和曾、梗、通攝陽聲韻，今音讀陽聲韻時大多混同。如 「真」、「針」、「蒸」，各地韻母相同
- 陽聲韻除通攝外，在徽語中已經不同程度的出現轉化為陰聲韻的現象，鹹、山兩攝轉化的最快，宕、江攝次之（尤以屯溪為最）。如 旌德「三」sæ，歙縣「縣」yue，屯溪「江」gao
- 流攝一等字，今音大多讀細音韻母，與三等韻混同。如 「樓」=「流」
- 部分老派泥來二母逢洪音相混，新派基本區分泥來二母
- 各地“大”白讀大多符合「唐佐切」，如 湯口 「大」tʰɐ、屯溪 「大」tʰo；「弄」大多讀來母，符合古音「盧貢切」， 如績溪 巷弄 long；「鳥」有白讀，如 休甯tien符合古音「都了切」，祁門「打」字符合古音德冷切
- 古上聲通常分為陰陽或合為一調，古全濁上聲一般不歸陽去，如 績溪「婦」「辮」今仍讀上聲，調值為213，部分方言上聲字帶喉塞音，如婺源「主」讀 ʨyʔ22，和溫州等地相似。

### 詞彙特徵
主要有八點：
- 詞彙上，一些關鍵性的日常用詞大體相同。如把東西說成「物事」，用「不曾」表示沒有做過某事，用「麼的（仂）」代表什麼，用「嬉」不用玩等等。
- 用詞根“夜”構成的詞語較多，也較一致。徽州山區將晚上7至10時與午夜、凌晨統稱為“夜”。所以晚上叫“到夜”，傍晚叫“挨夜邊”或“快夜邊”，晚飯叫“夜飯”，夜班幹活叫“打夜做”，吃宵夜叫“吃半夜餐”。
- 擁有諸多反映山區地貌特徵的方言詞。如：石埭袒露的巨石、山塢、山培山坡、草皮坦山畔平地、曬壇小面積的高臺、源水系的上游、溪瀨小河、葫蘆鱉鵝卵石、樹林窠、田塍、水圳田頭村中的水渠、水口具象徵意義的村頭景致等。
- 表示“天”時間的詞根大多用“日”和“朝”。如：今朝、今日、明朝、明日、後朝、後日…上半日、下半日、日間、日朝、日日、日日朝天天等。
- 具有一批反映徽派建築特色的詞語：八字牆、門樓、馬頭牆、風火牆、明堂天井、水筧連接屋簷與下水道的水管、堂前、重屋上下兩層結構的樓、門枕、門舌、閣橋、雞籌雞舍、板壁、牆圍院子、廊橋等。
- 習慣將表示動物雌雄的語素置於種稱語素之後。如：雞公、雞母、豬公、豬屌、豬婆、豬嬤、豬娘、狗婆、狗牯、咪娘、水牯、水沙（本字為“沙+牛”）、黃牛牯、黃牛婆等。
- 竹製品叫法較為一致。如：困簟竹席、曬簟曬穀物的竹席、盛筐、簸米、子簍播種用腰間小簍、貓歎氣有蓋篾編盛具，可防被貓鼠偷食籮、籃、笐竿曬衣竿等。
- 具有諸多禮教色彩濃厚的親屬稱謂詞。如：朝奉祖父（被朝拜侍奉者）、老朝面稱祖父、老奉面稱祖父、阿朝面稱祖父、朝朝面稱祖父、相面稱父親（如宰相一般的主宰者）、阿相面稱父親、老官（黟）祖父、官人、官客、小官（績）兒子、大郎（休）兄、弟郎；老姨（歙）祖母、老婺兒（黟）祖母、婺、婭（黟）祖母、婄（休、屯）祖母、嫗（祁）祖母、老嫗妻、堂家妻或族中婦女、堂客妻、姆母親、阿姨（績）母親、娘（黟）音“婗”，母親等。
- 人稱代詞的單複數形式較為一致。如：我、卬我、爾你、渠／佢他、卬人我們、我人我們、我大家我們、爾人你們、爾大家你們、渠人他們、渠大家他們。

### 語法特徵
主要有六點：
- 副詞“沒有”與動詞“沒有”用不同的詞表示。前者大多說成“不曾”，後者仍說“沒有”。
- 大都採用介詞與方位片語成的指示性結構加在動詞前面表示正在進行態。如：1. 渠在那哪寫字。他正在寫字2. 渠是個裡吃飯。他正在吃飯
- 表示動作行為再次重複或增加的“添”或“湊”習慣置於句末。如：1. 吃晚飯添。2. 唱個歌添。3. 嬉一日添。
- 表示動作行為先于後者一步的“起”習慣置於句末。如：1. 爾吃起，我去去就來。2. 爾坐下起，渠馬上就來。
- 習慣將謂語動詞後面的補語成分“不過”置於句末。如：1. 我打渠不過。2. 我比渠不過。
- 具有兩種比較特殊的肯定句與否定句：用[tsʰ]或[n31]表示肯定：爾去開會不？答：[tsʰ]去／[n31]去。用[pfʰ]或[m242]表示否定：爾去開會不？答：[pfʰ]不去／[m242]不去。

## 共時差異
徽語是一個具有共性特徵的土語群，由於山區特有的地理環境，造成徽語不同小片之間乃至內部都極具差異。以下幾點是徽語各方言的主要共時差異。

### 語音差異
徽語各方言在語音方面差異最大，主要體現在以下方面：
- 古全濁聲母在徽語中清化以後逢塞音、塞擦音都有讀送氣的特點，但具體情況並不完全相同。如，建德話來自古平、上、入三聲的全濁聲母字都不送氣，只有古全濁去聲字才讀送氣清音聲母。
- 知系二等字各地大都讀[ts]系聲母，而祁德片方言卻是讀翹舌音[tʂ]系聲母的。
- “桂葵慧”聲母在大多數地方是讀喉音的，但在休寧話中卻齶化讀為[ʨye55]、[ʨʰye55]、[ɕye33]。
- 來自古上聲的全濁聲母字，在德興、浮梁、占大話中與陽去讀成一類的情況，也與徽語上聲字的演變規律相悖。
- 古日母字在徽語中一般讀成[ȵ]、[n]或零聲母，但績溪上莊話卻是讀[z]聲母的。
- 古四聲在徽語中多數演變成6個聲調，但旌德話只有4個聲調，而壽昌話則多達8個聲調。

### 詞彙差異
徽語詞彙中異形詞與異義詞諸多。

以下列舉一些詞彙在各地的不同說法：
- 閃電：打閃電歙、打月閃績、扯熱閃歙、打閃閃休、打扯祁、打扯霍德、打閃亮深、演閃展黟、打火線婺、發閃杞、打氣哈兒浮、亮閃頭旌、扯閃柯、打霍閃壽、亮天條深等。
- 向日葵：葵花蓮歙、葵花蓬績、朝日蓮休、金桂蓮休、珠珠蓮休、絲瓜蓮屯、楂葵祁、旗花旌等。
- 蝙蝠：偷油燕歙、偷油老鼠壽、皮猴老鼠杞、老蝠飛翼兒休、老蝠布翼屯、老鼠臂翼黟、老鼠蒲翼婺源、鹽老鼠旌、皮燕兒占、簷老鼠祁、鷹老鼠鳥浮、飛翼老鼠德、鼻燕浮、鼻裡遂、老子鼻翼壽、天行老鼠績等。

有一大批相同詞彙，在各地意義有異，例如：
- 老官：在黟縣話是用來稱呼祖父，績溪話卻是指丈夫。
- 娘娘：在淳安、建德方言裡指祖母，休甯、黟縣卻是指姑母。
- 姐姐／阿姐：在各地大多是指姐姐，而壽昌話裡卻是指祖母。
- 老嫗：在各地大多是指老年婦女或妻子，而祁門話裡卻用來指祖母。
- 姨：在大多地方是指母親的姐妹，但在績歙片裡也有稱祖母為“老姨”、稱母親為“阿姨”的。

### 語法差異
徽語各方言語法方面的差異也很多，如：
- 績歙片、休黟片、嚴州片中的“VV＋補語”動補結構（如“講講清楚”、“洗洗乾淨”），在旌占片、祁德片中少見。
- 績歙片方言中有大量的XXA形容結構（如“貓貓軟”、“雪雪白”、“泊泊淡”），在其餘各片中亦少見。
- [-n]尾兒化形式只在休黟片、祁門方言中才多見。
- 大多地方把“打不過某人”說成“打某人不過”，德興話卻習慣說成“打某人不贏”。
- 大多地方把表示動作行為重複的“再XX”說成“動詞＋（數量）＋添”（如“嬉一日添”），而婺源、德興話卻說成“動詞＋（數量）＋湊”，與贛語相同。
- 表達完成態的助詞在各地多有不同。如“我吃了飯了”，在歙縣徽城話說成“我吃哩飯囉”，屯溪話說“我吃飯了著”，黟縣話說“我吃飯了了”，婺源話說“飯我吃之了”。

## 其他語音差異
此外，還有些不夠齊整的語言現象 　　
- 在屯溪、休甯、祁門、歙縣，績溪嶺北中，今齊齒呼前還分尖團（績溪嶺北鹹山攝字不分） 　　如： 想≠香 清≠輕 精≠京 （注：績溪嶺北 先=顯 ɕin）；而在績溪、黟縣、旌德中，已經不分了（績溪鹹、山、流攝字分尖團）
- 在績溪、祁門、黟縣話裡，鹹、山、宕、江、梗攝的陽聲韻字，還不同程度的保留了鼻音特徵；但是在旌德、屯溪、歙縣、休寧話裡，這些攝韻的陽聲韻已經轉化為陰聲韻；古陽聲韻在徽州話中分化很不一致，在績溪、歙縣話中，除了已經轉化為陰聲韻的，其他已經弱化為半鼻音；在屯溪、休寧話中，除了已經轉化為陰聲韻的，其他均收n鼻音韻尾；在旌德、黟縣話中，除了已經轉化為陰聲韻的，其他均收ŋ韻尾；只有祁門話全部保留著陽聲韻，既有半鼻音韻母，也有收n和收ŋ的鼻音韻母

## 徽州話的來源
徽州話的來源一直是一個謎團，從地圖上來看，徽州深處山區，與宣州大體以黃山山脈為界，北邊和西邊為宣州吳語區（現為江淮官話、宣州吳語、贛語等多方言區），東北方向為吳語太湖片，东南方向為婺州片和處衢片，南邊為贛語。和地理上一樣，徽語在音系上也表現為過渡帶，聲母特點近似客贛，而韻母和詞彙類似于吳語特別是南吳，可以推测北部吴语即吴语太湖片形成较迟。 自從《中國語言地圖集》問世以來，語言學界，特別是方言學界對《地圖集》中漢語方言的分區不斷有所議論。就“升格”的三個方言區而言，其中討論徽州話的比較少。因為徽州話的特殊性似乎早有定論。早年趙元任就把徽州話看作是漢語方言中獨特的一支。他在二十世紀六十年代先後發表了《績溪嶺北音系》(1962)和《績溪嶺北方言》(1965)，揭示徽州話的面貌。二十世紀八十年代以來，方言學者鄭張尚芳、伍巍、平田昌司（日）等先後對徽州方言進行了調查，發表了一批關於徽州方言的著述，進一步揭示了徽州方言許多與眾不同的特徵。

## 引用注釋
1. ↑  Hammarström, Harald; Forkel, Robert; Haspelmath, Martin; Bank, Sebastian (编). . . Jena: Max Planck Institute for the Science of Human History. 2016.
2. ↑  李如龍，《漢語方言學》．北京：高等教育出版社，2001年，第17頁．
3. ↑  鄭張尚芳. . 方言. 1986,. 1986 (1) （中文）.
4. ↑  張光宇. . 方言. 1999,. 1999 (1) （中文）.
5. ↑  孟慶惠，2005，第3頁。
6. ↑  《中國語言地圖集》B10“安徽南部方言”
7. ↑  孟慶惠，2005年，第29頁。
8. ↑  孟慶惠，2005年，第31頁。
9. ↑  孟慶惠，2005年，第129頁。
10. ↑  孟慶惠，2005年，第227頁。
11. ↑  孟慶惠，2005年，第283頁。
12. ↑  孟慶惠，2005年，第20至23頁。
13. ↑  孟慶惠，2005年，第23至27頁。